# Человек и солнце
Челове́к и со́лнце — памятник Зураба Церетели в Тбилиси: 80-метровая стела. Монумент стоит на перекрестке Кахетинского шоссе и дороги к аэропорту.

## История
Идея монумента у скульптора возникла после слов Эдуарда Шеварднадзе в апреле 1971 года на XXIV съезде КПСС, стенограмма:
"Солнце для Грузии, и уже давно, восходит с севера".
Статую человека с солнцем смонтировали 11 января 1982 года ухтинские вертолётчики на Ми-10К во главе с Геннадием Мальцевым.
Отмечается, что стела стилистически похожа на установленный в Москве двумя годами позже монумент “Дружба навеки” (высотой 42 метра).